# Tenneville
Tenneville (wa. Tiniveye) – miejscowość i gmina (commune) w południowo-wschodniej Belgii, w Regionie Walońskim, w prowincji Luksemburg, w okręgu Marche-en-Famenne. 1 stycznia 2024 roku liczyła 2881 mieszkańców.  

## Podział administracyjny
W skład gminy wchodzą dwie dzielnice (section):
- Champlon
- Erneuville